# Tanchetă

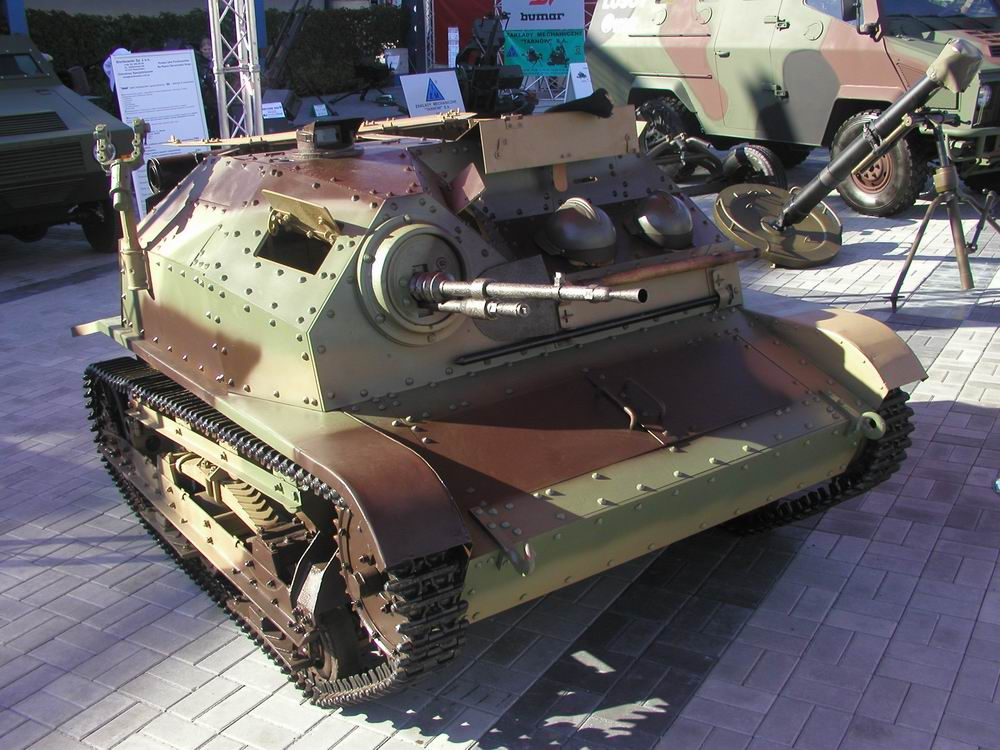
O tanchetă TKS de fabricație poloneză

O tanchetă este un vehicul militar șenilat, cu blindaj și armament ușor, folosit pentru misiuni de recunoaștere sau sprijinirea infanteriei. Tancheta are aspectul unui tanc mic, de dimensiunea unui autoturism. Colocvial, termenul este folosit uneori cu sensul de „tanc mic”.
Tanchetele au fost proiectate și construite de câteva state între anii 1920 și 1940, fiind folosite, cu un oarecare succes, în timpul celui de-al Doilea Război Mondial. Totuși, vulnerabilitatea acestor vehicule blindate ușor a dus la abandonarea conceptului.

## Caracteristici
Tanchetele au fost proiectate pentru unul sau doi soldați. Unele modele erau atât de joase încât echipajul trebuia să stea înclinat în interiorul vehiculului.  Majoritatea nu erau dotate cu o turelă sau aveau una foarte simplă care era manevrată manual. Tanchetele sunt mult mai mici decât tancurile ușoare și nu sunt echipate cu un tun. Armamentul lor constă de obicei în una sau două mitraliere. Câteva modele au fost dotate cu un tun automat de 20 mm, aruncătoare de flăcări sau un lansator de grenade.

## Istorie

### Utilizatori
Tancheta Carden Loyd a fost considerată un model clasic și de succes, multe alte tanchete fiind proiectate după acest design. Transportorul universal Bren, dezvoltat după modelul Carden Loyd, a fost folosit pe scară mare de către Marea Britanie și aliații ei, fiind cel mai numeros vehicul blindat din istorie (aproximativ 113.000 de exemplare construite).
Armata italiană (Regio Esercito) a echipat trei divizii blindate și trei "rapide" (celere) cu tanchetele L3/33 și L3/35. Ele au fost folosite în număr mare în timpul invaziei Etiopiei, în timpul Războiului Civil Spaniol și pe toate câmpurile de luptă unde armata italiană a fost prezentă în timpul celui de-al Doilea Război Mondial. Tanchetele L3 au fost folosite chiar și pe Frontul de Răsărit, în timpul Operațiunii Barbarossa. Ele au fost folosite de către Corpul Expediționar Italian din Rusia (Corpo di Spedizione Italiano in Russia, abreviat CSIR).
Armata franceză a experimentat și ea acest concept cu tancul ușor AMR 33 (Automitrailleuse de Reconnaissance Renault Modèle 1933). Deși a fost denumit tanc ușor, AMR 33 era de fapt o tanchetă. Scopul acestui vehicul erau misiunile de recunoaștere.
Armata Roșie a folosit tancheta T-27, o variantă modificată a tanchetei britanice Carden Loyd, fabricată sub licență. Spațiul interior al acestui vehicul era foarte mic, echipajele fiind selecționate dintre soldații cu staturi suficient de mici pentru a încăpea în vehicul. Cu toate că era un vehicul simplu și fiabil, mobilitatea era extrem de redusă din cauza șenilelor înguste. Spre sfârșitul anilor 1930, T-27 a fost folosit ca vehicul de instrucție sau ca o șeniletă.
Armata Română a repartizat tancheta de fabricație cehoslovacă AH-IV (redenumită R-1) la escadroanele de recunoaștere mecanizate ale brigăzilor de cavalerie. În inventarul armatei s-au aflat și câteva tanchete TKS/TK3 de fabricație poloneză, după retragerea armatelor poloneze în România (parte a planului Capul de Pod Românesc).
Armata poloneză avea 575 de tanchete la începutul războiului cu Germania nazistă. Din cauza blindajului slab al acestor vehicule, pierderile au fost mari. Totuși, au existat și excepții: pe 18 septembrie 1939, o tanchetă TKS (echipată cu un tun de 20 mm), sub comanda sergentului Roman Orlik, a reușit să distrugă 3 tancuri germane Panzer 35(t).
Armata imperială japoneză a folosit pe scară mare tanchete. Acestea erau mult mai utile în condițiile războiului din junglă, având dimensiuni reduse. La începutul celui de-al Doilea Război Mondial, multe dintre aceste tanchete s-au dovedit a fi depășite, fiind folosite ca șenilete (pentru tractarea pieselor mici de artilerie) sau pentru misiuni de escortă în cadrul unităților logistice. 

### Abandonarea conceptului
Conceptul de tanchetă a fost ulterior abandonat din cauza utilității reduse a acestor vehicule și din cauza vulnerabilității în fața armelor antitanc sau chiar a mitralierelor grele. Rolul tanchetelor a fost preluat de autoblindate. Totuși, în Războiul din Vietnam armata americană a folosit un vehicul similar, denumit M50 Ontos, cu succese notabile. În anii 1990, armata germană a introdus în uz vehiculul Wiesel pentru a înzestra trupele aeropurtate cu un vehicul blindat destinat misiunilor de recunoaștere. Acest vehicul este denumit „transportor blindat de arme” în cadrul Bundeswehrului, deși este asemănător unei tanchete.

## Exemple
- Marea Britanie: Carden Loyd
- Italia: L3/33 și L3/35
- Japonia: Model 92 Jyu-Sokosha, Model 94 Te-Ke, and Model 97 Te-Ke
- Polonia: TKS și TK3
- Cehoslovacia: Praga T-33, AH-IV (folosită și de Armata Română în timpul celui de-al Doilea Război Mondial)
- Uniunea Sovietică: T-27
- Germania: Wiesel 1 și Wiesel 2 (vehicule moderne similare tanchetelor)

## Galerie foto

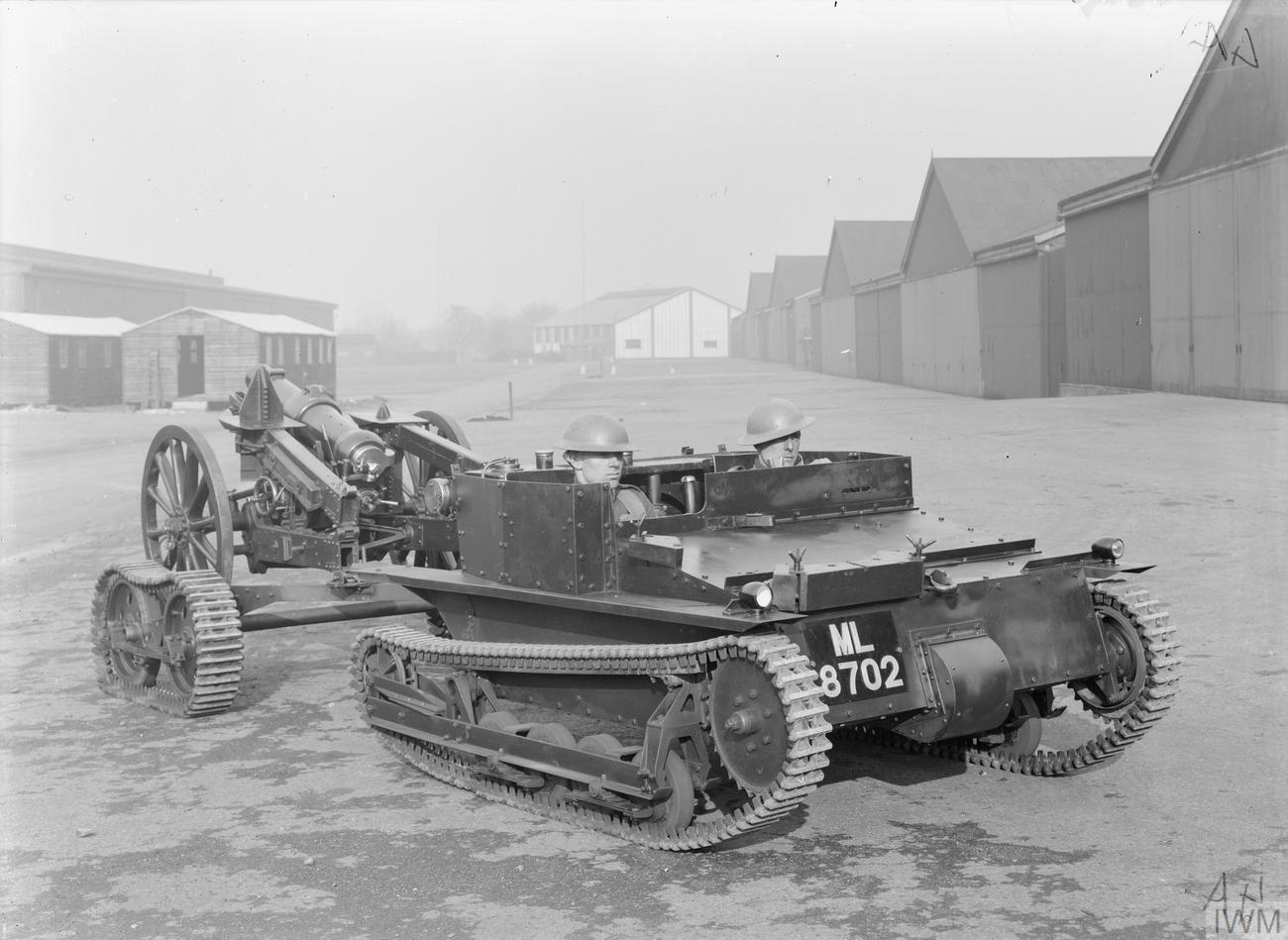
Tancheta Carden Loyd a stat la baza multor alte modele de mai târziu
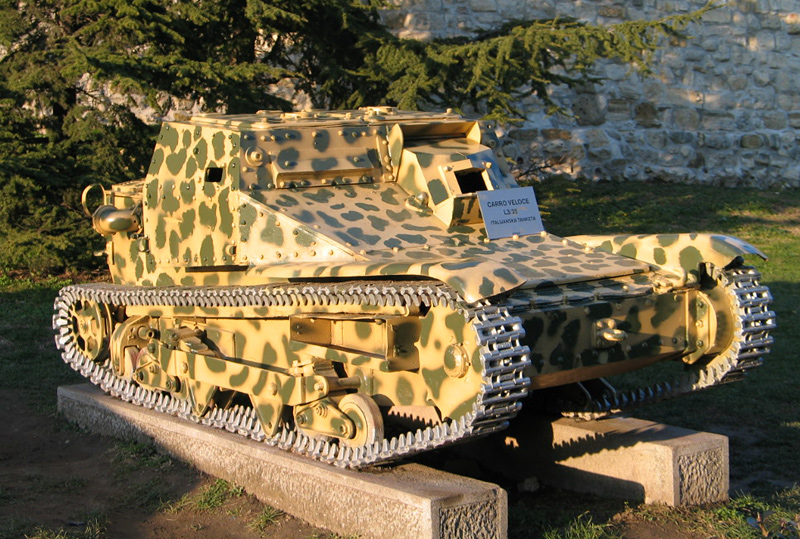
Tancheta de fabricație italiană L3/35
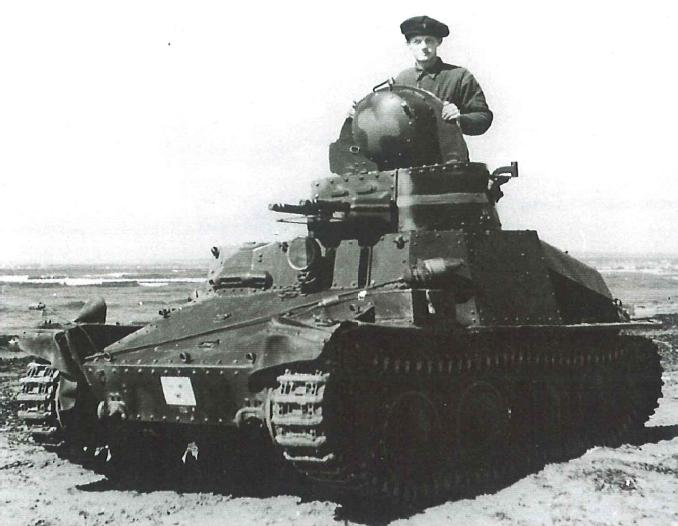
O tanchetă AH-IV
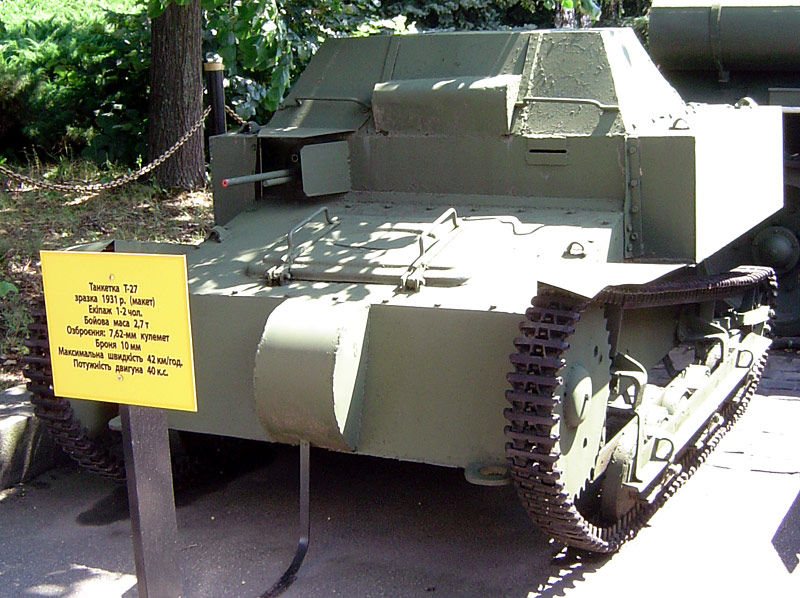
Tancheta sovietică T-27
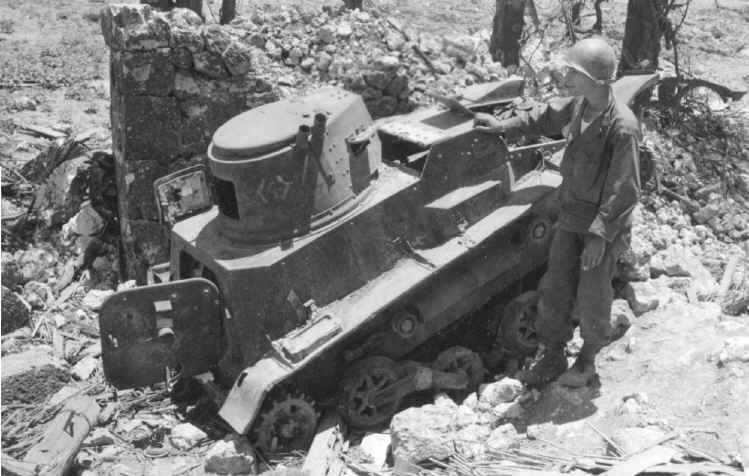
O tanchetă niponă Model 94 Te-Ke inspectată de soldații americani
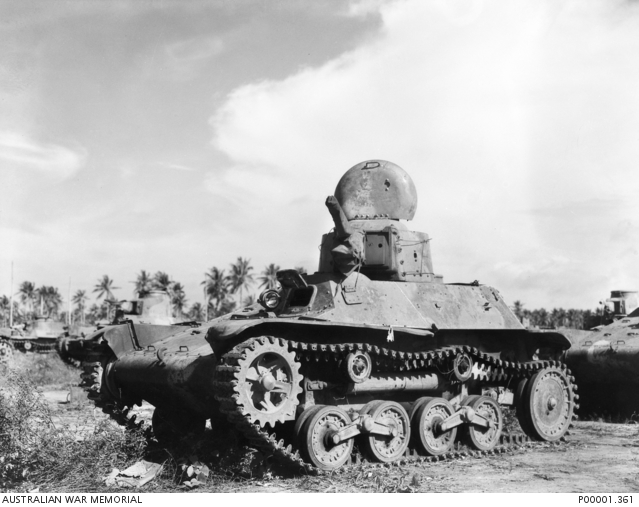
Tancheta Model 97 Te-Ke folosită de armata imperială japoneză
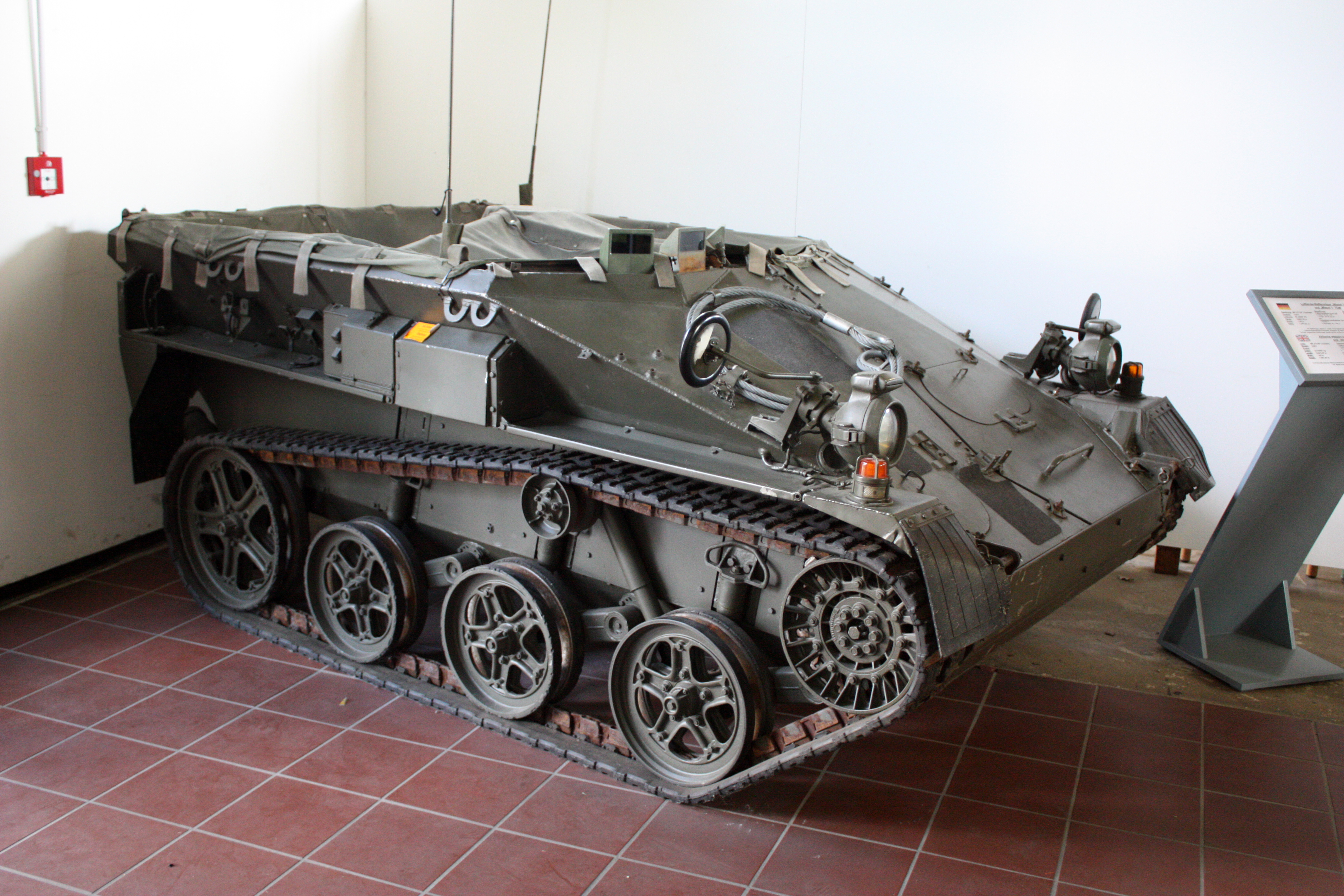
Un vehicul modern Wiesel, asemănător unei tanchete